# Oostduinen
Oostduinen, ook Oostduinpark genoemd, is een onbewoonde wijk van stadsdeel Scheveningen, in het noorden van de gemeente Den Haag.
Oostduinen moet niet worden verward met het landgoed Oostduin, dat gelegen is tussen de Wassenaarseweg en de Goetlijfstraat.
De wijk grenst aan de wijken Westbroekpark en Duttendel en Belgisch Park. De grens wordt gevormd ongeveer door 
de Oude Waalsdorperweg aan de zuidkant,
de Van Alkemadelaan en de Zwolsestraat aan de westkant,
de Noordzee aan de noordkant 
en de grens met de gemeente Wassenaar aan de oostkant.
De Scheveningse pier ligt op de grens van Belgisch Park en Oostduinen. Het Zwarte Pad is sinds 1977 het eindpunt van diverse tram- en buslijnen; daarvoor was dat op het toenmalige plein voor het Kurhaus. Aan de landzijde van deze evenwijdig aan de kust lopende weg ligt het gebouwtje luchtwachttoren 5C1 op een kunstmatig duin, met uitzicht op de omgeving.
Het strand is een naaktstrand van kilometerpaal 98 tot kilometerpaal 95,7 in Wassenaar.
Het is verder een duingebied, 37 hectare groot. Het behoort tot het waterwingebied van de Haagse Duinwaterleiding. Er liggen vrij hoge duinen die uitzicht bieden over de stad Den Haag en omgeving en over de Noordzee. Auto's zijn er niet toegestaan. Er zijn enkele ruiter- en fietspaden, maar het grootste deel van het park is niet toegankelijk voor publiek. 
In het gebied lag de duinvilla De Ruygenhoek, die in 1917 werd gebouwd voor koningin Wilhelmina en in 1983 is afgebrand.
In het hart van het park staat de in 1874 gebouwde watertoren. Deze is nog in gebruik. Dat is niet het geval met de restanten, onder meer geschutsbunkers, van de 'Marine Seeziel-Batterie Scheveningen Nord', kortweg 'MSB Scheveningen', die in 1941-1942 werden aangelegd als schakel in de Atlantikwall. 

## Trein
In 1907 werd de Hofpleinlijn van de ZHESM geopend tussen Den Haag HS en Scheveningen. Deze lag naast de Zwolsestraat en Van Alkemadelaan. Vanaf 1908 was dit de eerste elektrische trein in Nederland. Via station HS, of rechtstreeks, reed de trein naar Rotterdam Hofplein. In 1943 werd op Duits bevel het deel bij Scheveningen opgebroken. Na de oorlog werd de lijn naar Scheveningen hersteld, maar de rechtstreekse verbinding stelde niet veel meer voor. Mede daardoor werd dit deel onrendabel en in 1953 opgeheven. Langs de wijk is het nu grotendeels een fietspad langs de duinen. Het fietspad passeert ook het voormalige stationsgebouw Pompstationsweg.